# Obština Medkovec
Obština Medkovec (bulharsky Община Медковец) je bulharská jednotka územní samosprávy v Montanské oblasti. Leží na severozápadě Bulharska. Sídlem obštiny je ves Medkovec, kromě ní zahrnuje obština 4 vesnice. Žije zde přes 3 tisíce stálých obyvatel.

## Sídla
| - Asparuchovo - Medkovec (sídlo správy) - Pišurka | - Rasovo - Slivovik |

## Sousední obštiny
| Růžice kompasu |          | Lom              |          | Růžice kompasu |
| Růžice kompasu | Brusarci | Sever            | Jakimovo | Růžice kompasu |
| Růžice kompasu | Brusarci | Obština Medkovec | Jakimovo | Růžice kompasu |
| Růžice kompasu | Brusarci | Jih              | Jakimovo | Růžice kompasu |
| Růžice kompasu | Montana  |                  |          | Růžice kompasu |

## Obyvatelstvo
V obštině žije 3 322 stálých obyvatel a včetně přechodně hlášených obyvatel 3 883. Podle sčítání 1. února 2011 bylo národnostní složení následující:
- Bulhaři: 3 262 (83.2 %)
- Romové: 635 (16.2 %)
- Turci: 4 (0.1 %)
- ostatní: 20 (0.5 %)